# Zumalai
Zumalai ist ein osttimoresischer Ort im Verwaltungsamt Zumalai in der Gemeinde Cova Lima.

## Geographie
Zumalai liegt im Zentrum des Verwaltungsamts, in Luftlinie etwa 70 km südwestlich der Landeshauptstadt Dili, in einer Höhe von 199 m über dem Meer. Der Ort besteht aus mehreren Ortsteilen, die sich über mehrere Sucos verteilen: Zobete, Lepokanua und Naguidal (Nagidal) gehören zu Raimea, Salasa gehört zu Lour, das Zentrum von Zumalai, Zulokota, Dilukede und Maliseran gehören zu Zulo.
Hier treffen drei überregionale Straßen aufeinander. Vom Westen her aus Suai (Luftlinie: 26 km), vom Osten aus dem Ort Hato-Udo (16 km) mit Abzweigung weiter nach Ainaro (19 km) im Nordosten und vom Norden aus eine Straße, die sich später nach Bobonaro (19 km) und nach Atsabe (26 km) aufspaltet. Zumalai verfügt insgesamt über drei Grundschulen, zwei vorbereitenden Schulen zur Sekundärstufe, einen Hubschrauberlandeplatz und ein kommunales Gesundheitszentrum.
Die Pfarrgemeinde von Zumalai ist Unserer Lieben Frau auf dem Berge Karmel geweiht. Hier befindet sich auch eine Karmelitenmission, der das Jugendzentrum, die Grundschule und das Gesundheitszentrum gehören.

## Geschichte
Die pro-indonesische Miliz Mahidi verübte in der Zeit des Unabhängigkeitsreferendums 1999 im Raum des Ortes Zumalai verschiedene Gewalttaten. Mitte August 2006 kam es in Zumalai zu Kämpfen zwischen den Gruppen Saka Izoladu und Colimau 2000, bei denen eine Person starb. Die Bevölkerung floh aus dem Gebiet.